# Neoregelia gigas
Neoregelia gigas är en gräsväxtart som beskrevs av Elton Martinez Carvalho Leme och L.Kollmann. Neoregelia gigas ingår i släktet Neoregelia och familjen Bromeliaceae. Inga underarter finns listade i Catalogue of Life.